# 멀구슬나무

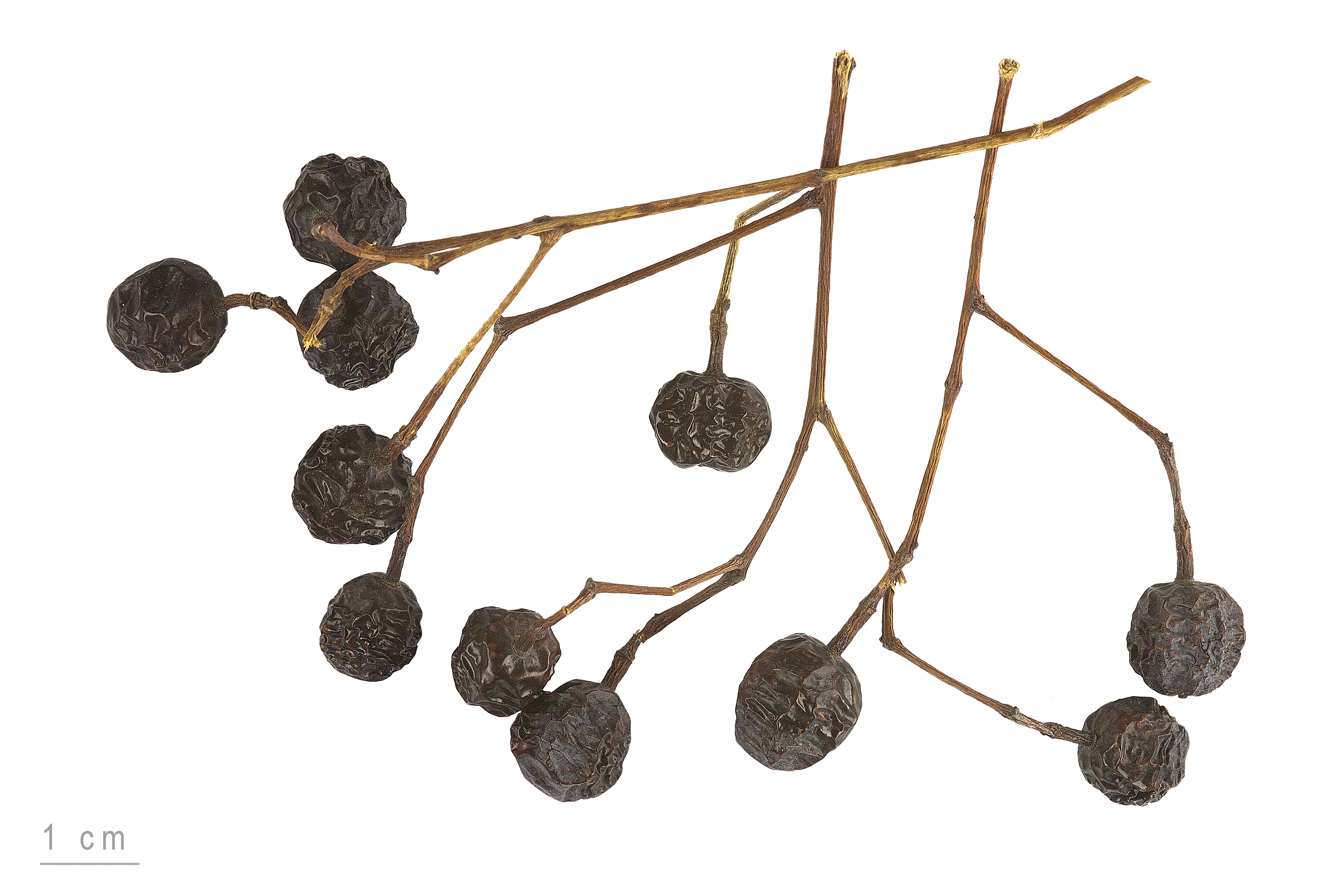
Melia azedarach

멀구슬나무(Melia azedarach)는 낙엽이 지는 활엽교목으로서 잎은 커다란 2-3회 깃꼴 겹잎이다. 이때 각각의 작은잎은 가장자리가 거친 톱니처럼 되어 있으며, 잎 뒤는 황색을 띠고 있다. 초여름이 되면 엷은 자색 꽃이 잎겨드랑이에 원추꽃차례를 이루면서 달리는데, 각각의 꽃은 5-6개의 꽃잎을 가지고 있다. 열매는 핵과로 9월에 황색을 띠면서 익는다. 주로 촌락 부근에 심는데, 한국에서는 특히 전남 지역에 분포하고 있다.

## 같이 보기
- 고창 교촌리 멀구슬나무 - 대한민국의 천연기념물